# Análise bioenergética
A análise bioenergética, também conhecida como psicoterapia bioenergética, terapia bioenergética e bioenergética, é uma forma de psicoterapia corporal baseada nas teorias de Wilhelm Reich. Foi criada em 1955 por Alexander Lowen e John Pierrakos, ambos pacientes e alunos de Reich. Fundamenta-se na integração entre mente e corpo. O consenso científico atual considera esta forma de terapia uma pseudociência.

## Teoria
Esta forma de psicoterapia acrescenta inovações aos métodos clássicos, incluindo "aterramento" (ficar em contato com a terra de pés descalços) e em teorias psicoanalíticas tais como transferência e contra-transferência, análise de sonhos, atos falhos e questões edípicas.
Segundo a análise bioenergética, sentimentos reprimidos na infância geram tensões musculares no indivíduo e afetam a relação do indivíduo consigo próprio e com os outros. Para restabelecer a saúde do paciente, a análise bioenergética utiliza-se de exercícios e toques corporais e de técnicas que estimulam a expressão dos sentimentos do paciente, visando a desfazer os seus bloqueios físico-emocionais.

## Críticas
O termo bioenergia possui um significado bem definido dentro da bioquímica e biologia celular, e seu uso pelos proponentes da Análise Bioenergética é criticado por cientistas por não se referir a nenhuma energia cuja existência tenha sido verificada e por "ignorar o consenso universal sobre energia que existe na ciência".
O conceito de aterramento é considerado pseudocientífico por céticos e pela comunidade médica. Uma revisão da literatura disponível foi escrita por diversas pessoas que possuem laços financeiros com uma organização que promove a prática do aterramento. Steven Novella fez referência ao estudo como "típico do gênero de estudos inúteis feitos com o propósito de gerar falsos positivos — o tipo de estudos que as próprias companhias algumas vezes inventam para poderem afirmar que seus produtos têm eficácia comprovada".